# Februar 1984
Portal Geschichte | Portal Biografien | Aktuelle Ereignisse | Jahreskalender | Tagesartikel

◄ |
19. Jahrhundert |
20. Jahrhundert
| 21. Jahrhundert

◄ |
1950er |
1960er |
1970er |
1980er
| 1990er | 2000er | 2010er | ►

◄ |
1980 |
1981 |
1982 |
1983 |
1984
| 1985 | 1986 | 1987 | 1988 | ►

◄ |
November 1983 |
Dezember 1983 |
Januar 1984 |
Februar 1984 |
März 1984 |
April 1984 |
Mai 1984 |
►
Dieser Artikel behandelt tagesbezogene Nachrichten und Ereignisse im Februar 1984.

## Tagesgeschehen

### Mittwoch, 1. Februar

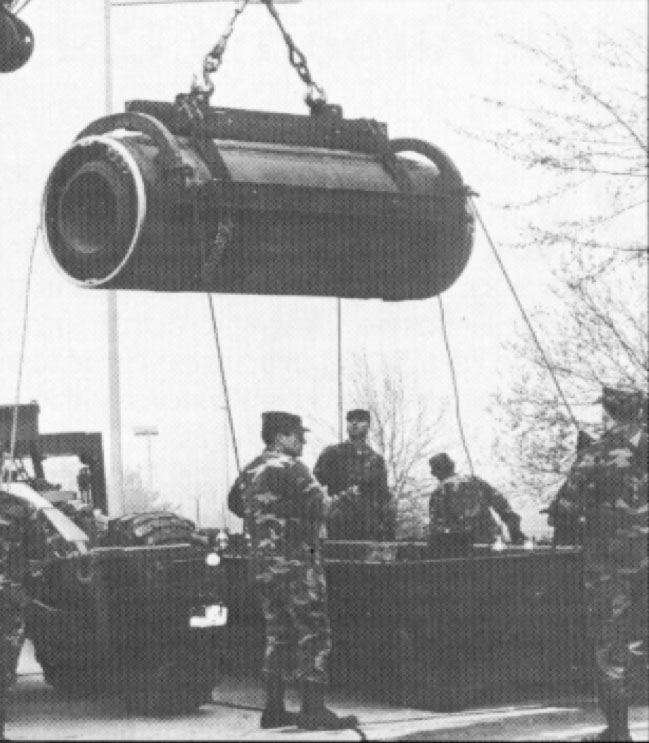
Die Stationierung aller Pershing-II-Raketen zieht sich über Monate hin

- Hokkaidō/Japan: Die Japanische Staatsbahn stellt den Güterverkehr und die Gepäckaufgabe auf der Eisenbahnstrecke Iwanai-Linie ein. Dem folgt die Stilllegung etwa ein Jahr später, am 1. Juli 1985.
- Bonn/Deutschland: Die Kießling-Affäre wird durch das Eingreifen von Bundeskanzler Helmut Kohl beendet: Der stellvertretende NATO-Oberbefehlshaber Europa, Günter Kießling, wird wieder in den aktiven Dienst und unmittelbar danach am 26. März ehrenhaft mit dem Großen Zapfenstreich in den Ruhestand versetzt.[1]
- Nersingen/Deutschland: Im Ortsteil Straß ist die erste Einheit der in der Bundesrepublik stationierten nuklearen Pershing-II-Mittelstreckenraketen wenige Wochen nach der Abreise aus den Vereinigten Staaten einsatzbereit. Die Waffen dienen der Abschreckung des Warschauer Pakts. Der Alarmzustand lautet „Combat Alert“ (deutsch „Kampfalarm“).[2]
- Schlitz/Deutschland: Der Baubeginn für den Witzelhöhetunnel erfolgt. Der vereinzelt auch Witzelshöhetunnel genannte Eisenbahntunnel ist 796 m lang und gehört zu der Schnellfahrstrecke Hannover–Würzburg.
- Vereinigte Staaten: Die Fernsehsender Lifetime Television und A&E Network nehmen den Sendebetrieb auf.

### Freitag, 3. Februar 1984
- Berlin/Deutschland: Gert Fröbe, Gerhard Polt und Werner Hinz werden als beste Schauspieler mit der Goldenen Kamera ausgezeichnet.[3]

### Samstag, 4. Februar 1984
- Matabeleland/Simbabwe: Für die Provinz Matabeleland South verhängt Premierminister Robert Mugabe von der Afrikanischen Nationalunion von Simbabwe (ZANU) ein Lebensmittel-Embargo, zugleich verlegt er die 5. Infanteriebrigade der Nationalarmee erneut in die südliche Provinz. Die Brigade, die den Widerstand gegen die Regentschaft der ZANU bekämpfen soll, ist als Terroreinheit bekannt und nicht der Armeeführung, sondern direkt dem Premierminister verantwortlich.[4]

### Dienstag, 7. Februar 1984

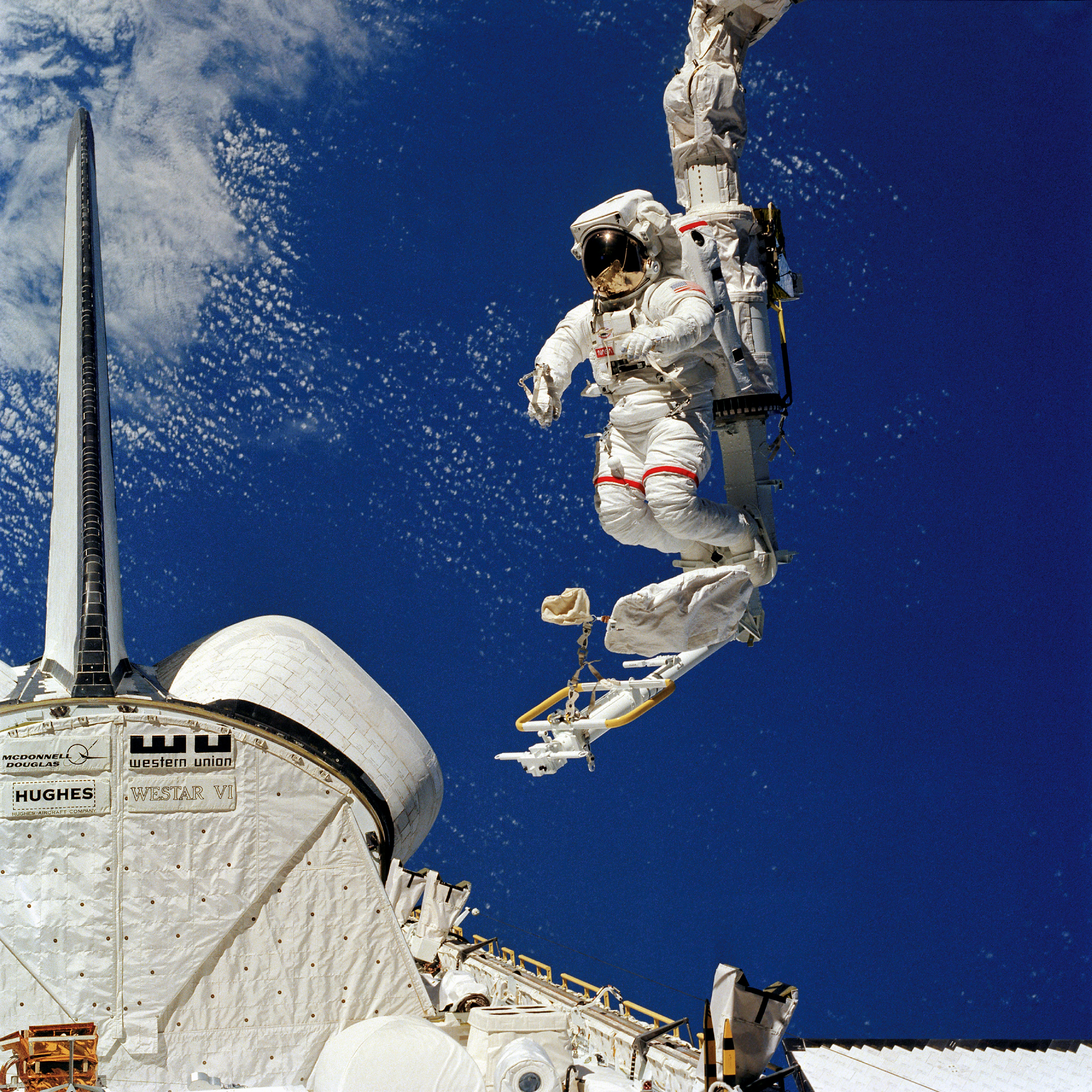
Bruce McCandless II arbeitet im Weltraum

- Orbit: Der amerikanische Raumfahrer Bruce McCandless II geht handwerklicher Arbeit im Weltraum nach, während der er keine physische Verbindung zum Raumschiff hat. Von einer Plattform an einem Teleskoparm ausgehend, wechselt er seinen Aufenthaltsort mit einem Düsenrucksack autonom und ist der erste Mensch, der geplant ungebunden im All schwebt.[5]

### Mittwoch, 8. Februar 1984

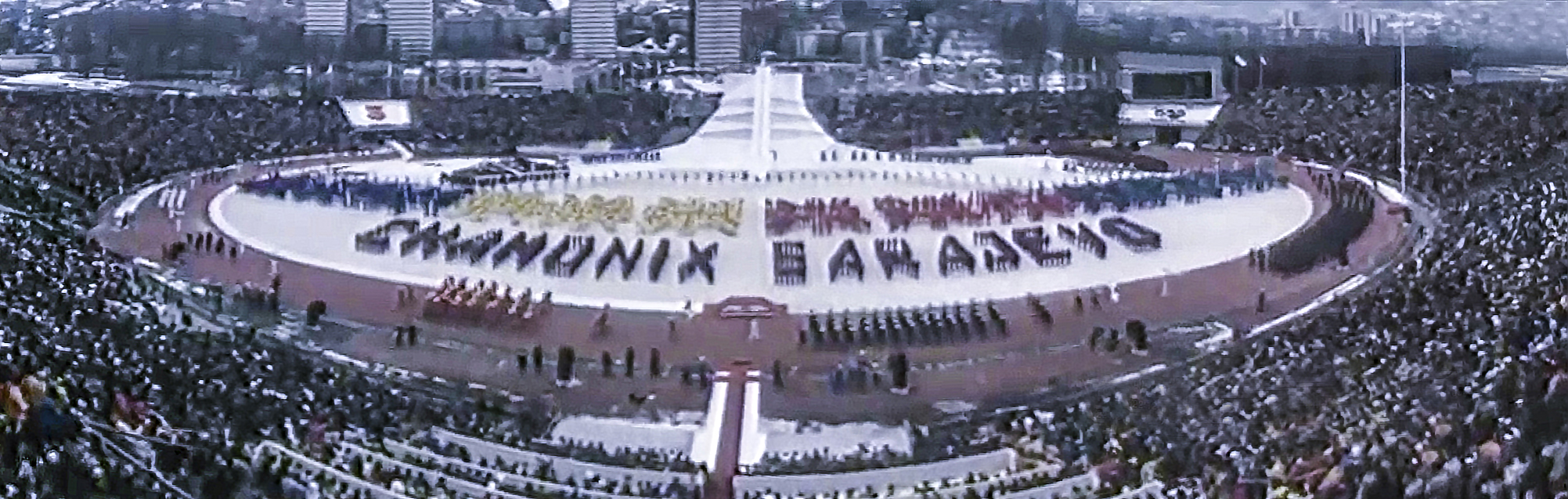
Eröffnung der Olympischen Winterspiele

- Paris/Frankreich: Ein unbekannter Attentäter erschießt den Botschafter der Vereinigten Arabischen Emirate Khalifa Ahmed Abdulaziz in dessen Pkw, als dieser sich auf dem Weg von seiner Wohnung in die Botschaft befindet.[6]
- Sarajevo/Jugoslawien: Die XIV. Olympischen Winterspiele werden eröffnet. In 39 Wettbewerben gehen Athleten aus 49 Ländern in den Kampf um Medaillen.[7]

### Donnerstag, 9. Februar 1984

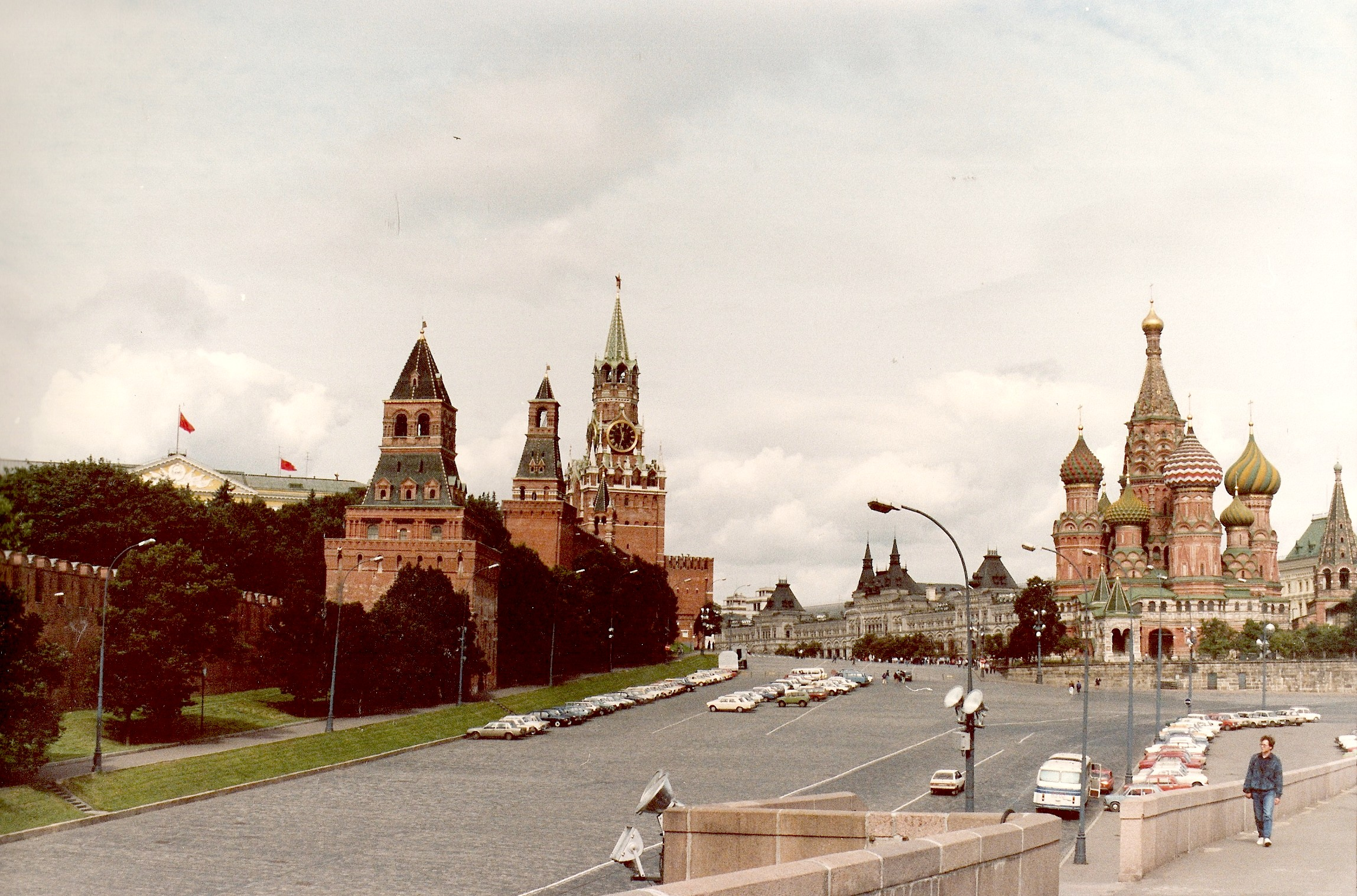
Moskau, Sowjetunion

- Berlin/Deutschland: Die Mitglieder des Abgeordnetenhauses wählen Eberhard Diepgen (CDU) zum Regierenden Bürgermeister der Stadt und des Landes Berlin. Er löst seinen Parteikollegen Richard von Weizsäcker ab. Dieser wird im Mai, wahrscheinlich ohne nennenswerte Konkurrenz, bei der Wahl des deutschen Bundespräsidenten kandidieren.[8]
- Moskau/Sowjetunion: Durch den Tod von Juri Andropow ist eine der beiden Atommächte der Welt und das bestimmende Land der sozialistischen „Hemisphäre“ vorübergehend ohne Führungsperson.[9]

### Montag, 13. Februar 1984
- Moskau/Sowjetunion: Die KPdSU wählt Konstantin Tschernenko zum Nachfolger des vier Tage zuvor verstorbenen Generalsekretärs Juri Andropow. Die Führungsrolle in der KPdSU ist gleichbedeutend mit der Rolle des Staatsoberhaupts der Sowjetunion. Medien im westlichen Ausland beschreiben Tschernenko als „altgedienten Parteiapparatschik“.[10]

### Donnerstag, 16. Februar 1984

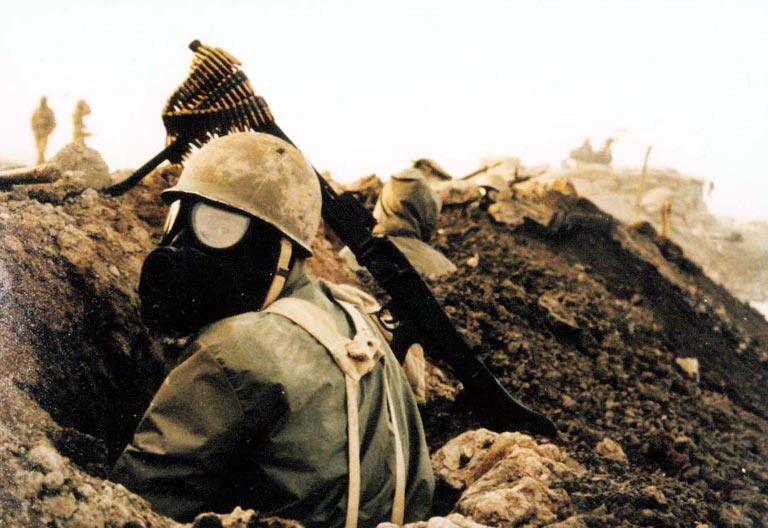
Iranischer Soldat im Krieg gegen den Irak

- Genf/Schweiz: Auf einer Abrüstungskonferenz mahnt Irans Außenminister Ali Akbar Velayati die Weltöffentlichkeit, sie solle die Angriffe mit chemischen Kampfstoffen seitens der Streitkräfte des Irak im Golfkrieg nicht länger ignorieren. Seit 1980 habe der Irak u. a. durch Senfgas mehr als 109 Personen getötet und Hunderte verletzt. Die Lieferanten der Kampfstoffe seien wahrscheinlich diverse Staaten der westlichen Welt.[11]

### Freitag, 17. Februar 1984
- Berlin/Deutschland: Die 34. Internationalen Filmfestspiele Berlin werden mit dem Film Le Bal des italienischen Regisseurs Ettore Scola eröffnet.[12]

### Samstag, 18. Februar 1984
- Rom/Italien: Ein Konkordat der Lateranverträge zwischen der Republik Italien und der Vatikanstadt legt fest, dass die Römisch-katholische Kirche nicht länger die Staatskirche der Republik sein wird und dass die Stadt Rom ihren Beinamen „Heilige Stadt“ nicht mehr tragen wird.[13]

### Sonntag, 19. Februar 1984

Logo der Olympischen Winterspiele

- Sarajevo/Jugoslawien: Die Olympischen Winterspiele sind beendet. Die erfolgreichsten Nationen sind die Sowjetunion und die DDR mit 25 beziehungsweise 24 Medaillen, dabei entfallen auf die DDR die meisten Goldmedaillen aller Nationen. In die Schweiz gehen fünf, in die BRD vier, nach Liechtenstein zwei Medaillen und nach Österreich eine Bronzemedaille.[14]

### Freitag, 24. Februar 1984
- Luxemburg/Luxemburg: Großherzog Jean unterzeichnet ein Gesetz zum Umgang mit den heimischen Sprachen. Das moselfränkische Lëtzebuergesch wird zur so genannten „Nationalsprache“ erklärt, für die Legislative sind nur Texte in Französisch oder deren französische Fassung bindend und in Justiz und Verwaltung kann zwischen Deutsch, Französisch und Lëtzebuergesch gewählt werden.[15]

### Samstag, 25. Februar
- Portugal: Die Aufnahmen zu Dar & Receber (dt.: Geben & Empfangen) – das zweite und letzte Studioalbum des Sängers und Komponisten António Variações – werden abgeschlossen. Variações stirbt wenig Monate später am 13. Juni.
- Vereinigte Staaten: Ricky Skaggs löst mit seinem Song Don’t Cheat in Our Hometown George Strait auf Platz 1 der von Billboard ermittelten Verkaufscharts für Country-Alben ab.
- Gerresheim/Deutschland: Die Synagoge wird von zwei Jugendlichen mit antisemitischen Parolen beschmiert und in Brand gesetzt. In der Folge muss sie abgesrissen werden.[16]

### Sonntag, 26. Februar

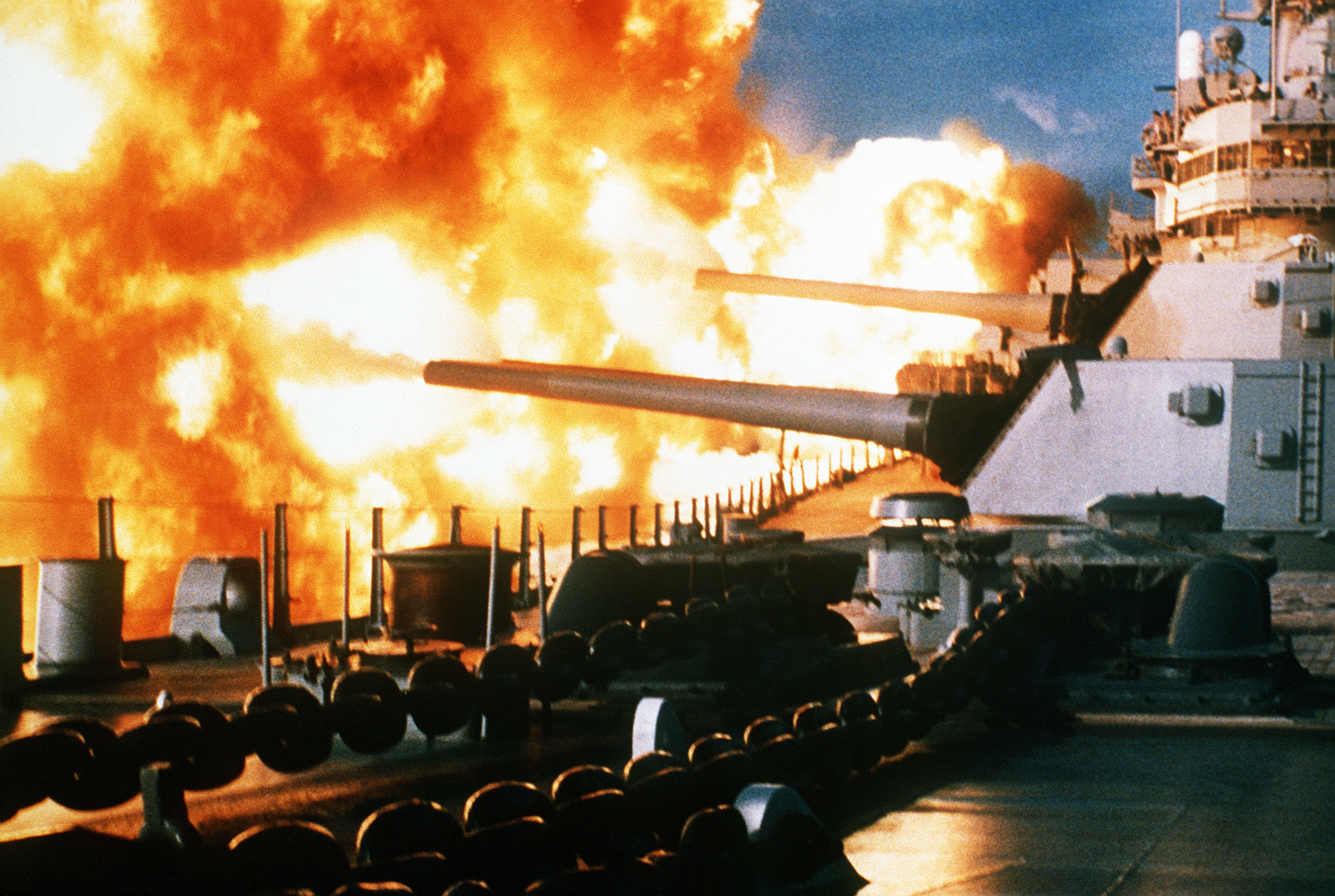
Die Hauptgeschütze der New Jersey in Aktion, Libanon 1984

- Bern/Schweiz: In einer Volksabstimmung werden die Bundesbeschlüsse zur Einführung einer Schwerverkehrsabgabe und zur Einführung einer Abgabe für das Befahren der Nationalstrassen angenommen. Abgelehnt wird die Volksinitiative „für einen echten Zivildienst auf der Grundlage des Tatbeweises“. Die Initiatoren wollten, dass Verweigerer des Militärdienstes unabhängig von den Gründen ihrer Weigerung einen Zivildienst antreten können.[17]
- Deutschland: Die 155. Folge der Fernsehserie Tatort mit dem Namen Verdeckte Ermittlung wird erstmals ausgestrahlt. Der Film ist eine der wenigen Tatort-Folgen, in dem kein Mensch ums Leben kommt.
- Köln/Deutschland: In der Alten Mensa der Universität findet die erste Stunksitzung, eine kabarettistische Sitzung im Kölner Karneval, statt.
- Libanon: Die New Jersey beschießt im Zuge des Libanesischen Bürgerkriegs syrische Stellungen im Libanon, welche die amerikanischen und französischen Soldaten der Multinational Force in Lebanon (MNFL) angegriffen hatten. Danach wird der United States Navy vorgeworfen, dass die Geschosse der 16-Zoll-Geschütze dabei teilweise von den Zielen abwichen.
- Rovaniemi/Finnland: Der Teamwettbewerb Großschanze der Nordischen Skiweltmeisterschaften wird ausgetragen. Es ist der erste Wettbewerb auf der modernisierten Gross-Titlis-Schanze. Er wird von der Heimmannschaft gewonnen.

### Montag, 27. Februar

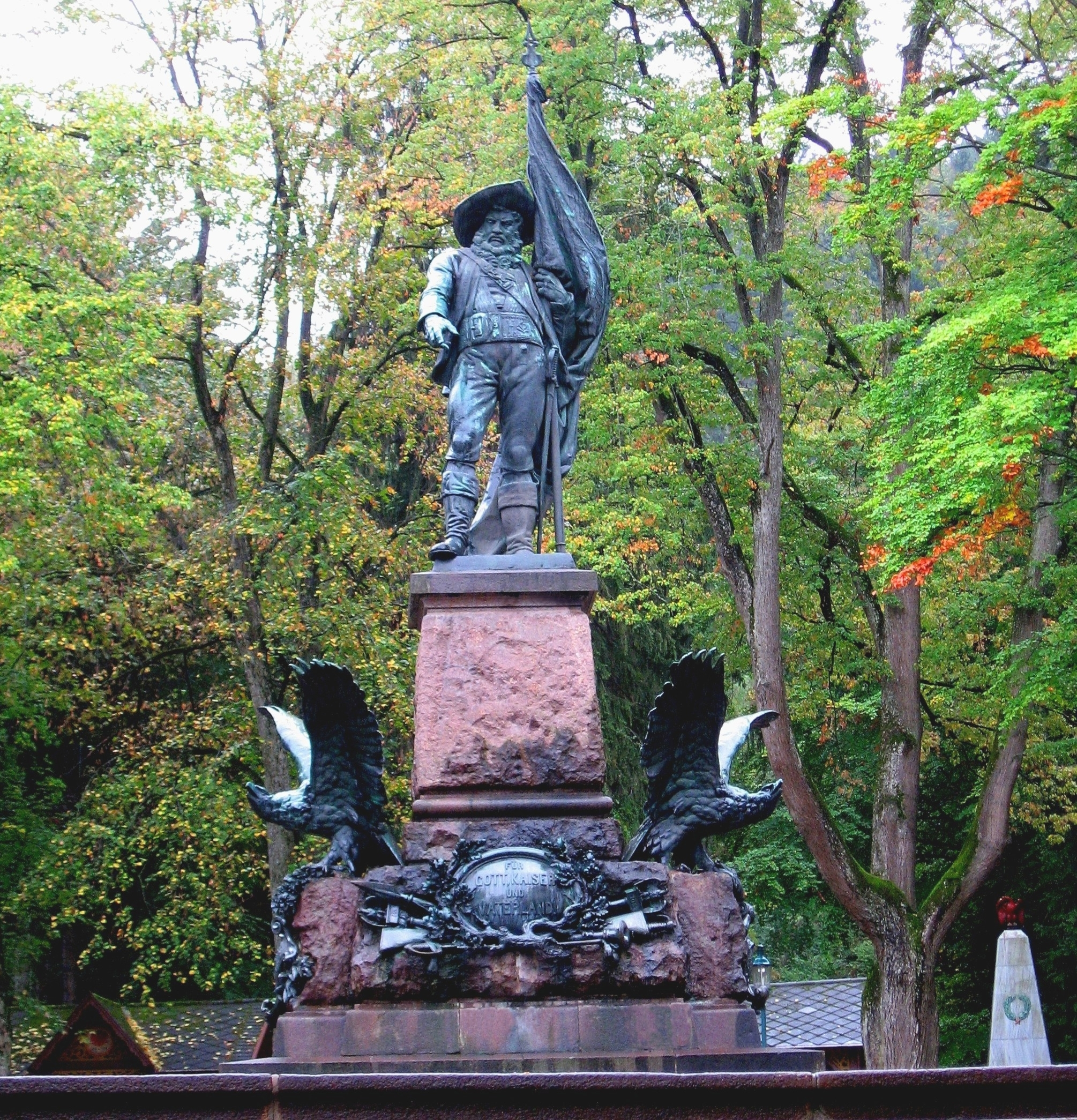
Andreas-Hofer-Denkmal

- Chalatenango/El Salvador: Die marxistisch-leninistische FMLN greift im Zuge des Salvadorianischen Bürgerkriegs mit automatischen Schusswaffen und Sprengstoff einen Zug an. Dabei sterben 40 Menschen.[18]
- Deutschland: Die Popgruppe Nena veröffentlicht ihr Album 99 Luftballons. Es wird auch als International Album bezeichnet und enthält eine Auswahl an Songs der ersten beiden Nena-Alben. Die ersten fünf Songs sind englischsprachige Versionen.
- Innsbruck/Österreich: Das Andreas-Hofer-Denkmal wird mit der Inschrift „Daniel Düsentrieb – Hofer was a Nazi“ besprayt.[19]
- Vereinigtes Königreich: Das elfte Studioalbum der britischen Rockgruppe Queen mit dem Namen The Works erscheint. Produziert wurde es von August 1983 bis Januar 1984 in Los Angeles und München. Als erfolgreichste Singleauskoppelung daraus wird sich Radio Ga Ga herausstellen.
- Nouakchott/Mauretanien: Der Staat Mauretanien erkennt offiziell sein Nachbarland Demokratische Arabische Republik Sahara an. Im Westsaharakonflikt standen sich Mauretanien und die Volksfront zur Befreiung von Saguia el Hamra und Río de Oro (Polisario) noch feindlich gegenüber, doch 1979 zog sich Mauretanien vom Gebiet der heutigen Republik Sahara zurück, nachdem die Freischar Polisario militärisch immer erfolgreicher agierte.[20]
- Vereinigtes Königreich: Mit Human Racing erscheint das Debütalbum des Popmusikers/Komponisten Nik Kershaw. Auf dem Album werden die Singles: I Won’t Let the Sun Go Down on Me, Wouldn’t It Be Good und Dancing Girls ausgekoppelt.

### Dienstag, 28. Februar 1984
- Brüssel/Belgien: Die Mitgliedstaaten der EWG vereinbaren den Start des Programms „European Strategic Program on Research in IT“ (deutsch „Strategisches Europäisches Programm für die IT-Forschung“, Esprit). Auf dem Gebiet der Informationstechnologie sollen die Entwicklung neuer Anwendungsfelder erforscht sowie die engere zwischenstaatliche Zusammenarbeit in der Wirtschaft und in der Administration gefördert werden.[21]
- Los Angeles/Vereinigte Staaten: Bei den 26. Grammy Awards wird der Amerikaner Chuck Berry für sein Lebenswerk ausgezeichnet. Er gilt als derjenige Musiker, der die Führungsrolle der Gitarre im Rock ’n’ Roll etablierte.[22]

### Mittwoch, 29. Februar 1984
- Berlin/Deutschland: Die Jury der 34. Internationalen Filmfestspiele Berlin zeichnet den Film Love Streams des amerikanischen Regisseurs John Cassavetes als besten Beitrag des Festivals mit dem Goldenen Bären aus.[23]

## Weblinks

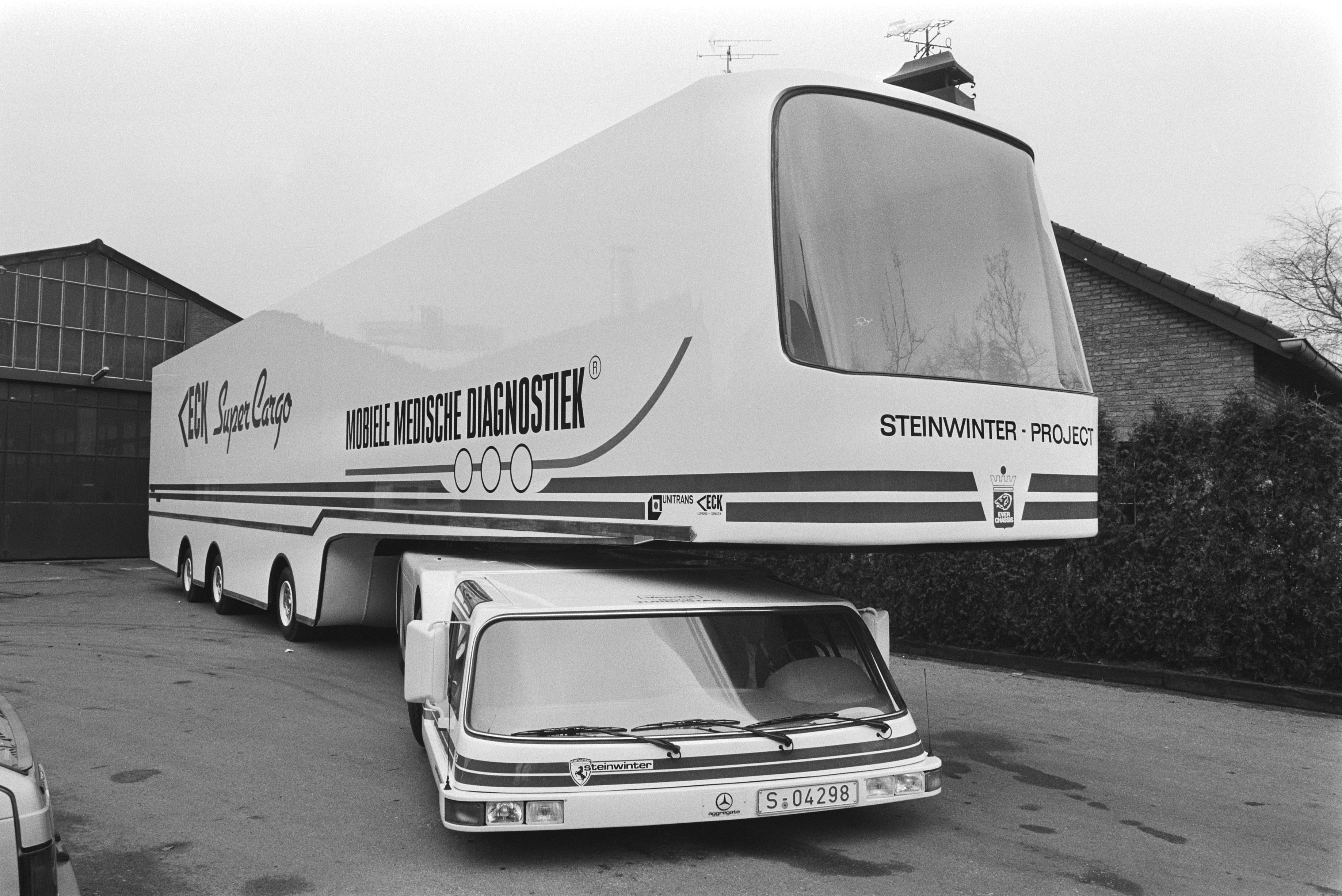
Niederlande im Februar 1984